# Campionato maschile di pallamano del Centro e Sud America
Il campionato maschile di pallamano del Centro e Sud America è la principale competizione di pallamano maschile per squadre nazionali facenti parte del Centro e Sud America, riunitesi sotto la South and Central America Handball Confederation.

## Storia
La competizione nasce nel 2020 dopo che dal 1980 al 2018 si era disputato il Panamericano, un torneo che metteva in gioco tutto il continente americano, dal Nord al Sud America e i Caraibi. Il torneo venne soppresso a causa dello scioglimento della confederazione panamericana (PATHF) da parte dell'International Handball Federation e in alternativa ne vennero creati due (come due furono le confederazioni venutesi a creare dopo lo scioglimento della PATHF): uno per il Nord America e Caraibi e uno per il Centro e Sud America.
Il campionato funge anche da torneo di qualificazione ai Mondiali.

## Albo d'oro
| Anno          | Sede         |           | Finale       | Finale    | Finale   |              | Finale terzo e quarto posto | Finale terzo e quarto posto | Finale terzo e quarto posto |
| Anno          | Sede         | Vincitore | Risultato    | 2º posto  | 3º posto | Risultato    | 4º posto                    |                             |                             |
| 2020 Dettagli | Maringá      | Argentina | girone unico | Brasile   | Uruguay  | girone unico | Cile                        |                             |                             |
| 2022 Dettagli | Recife       | Brasile   | 20 - 17      | Argentina | Cile     | 29 - 21      | Uruguay                     |                             |                             |
| 2024 Dettagli | Buenos Aires | Brasile   | girone unico | Argentina | Cile     | girone unico | Paraguay                    |                             |                             |